# Bukit Nibong
Bukit Nibong är en kulle i Indonesien.   Den ligger i provinsen Aceh, i den västra delen av landet, 1 600 km nordväst om huvudstaden Jakarta. Toppen på Bukit Nibong är 12 meter över havet.
Terrängen runt Bukit Nibong är platt, och sluttar norrut.Runt Bukit Nibong är det ganska tätbefolkat, med 192 invånare per kvadratkilometer. Trakten runt Bukit Nibong består till största delen av jordbruksmark.